# Otto Brunfels
Otto Brunfels, o Braunfels (Magonza, 1488 circa – Berna, 23 novembre 1534), è stato un teologo e botanico tedesco.
Con Hieronymus Bock, Leonhart Fuchs e Valerio Cordo, è considerato uno dei padri della botanica tedesca.

## Biografia

### Il teologo

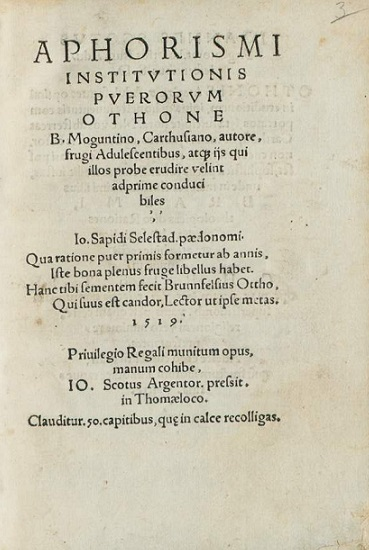
Gli Aphorismi

Figlio di un bottaio, studiò a Magonza, poi è entrato il certosa di San Michele di Magonza, una laureandosi nel 1510 in teologia e filosofia e poco dopo si fece monaco nella certosa di Strasburgo. Poco è noto di quegli anni, se non che entrò in contatto con il circolo umanistico di Sélestat formato, tra gli altri, da Beatus Rhenanus, Martin Bucer, Jakob Wimpheling e Johannes Sapidus. Nel 1519 pubblicò il suo primo scritto, De corrigendis studiis severioribus praeceptiunculae breves, dedicato all'umanista Nikolaus Gerbel e profondamente influenzato da Erasmo.
Si tratta di un insieme di precetti morali attraverso i quali Brunfels svaluta la teologia medievale a favore della moderna teologia di Lefèvre d'Étaples, di Ulrich von Hutten, del Brant, del Budé e del gruppo di Sélestat, innervata con l'umanesimo neoplatonico di Gemisto Pletone, del Valla, dell'Agricola e del Ficino. Non manca un cenno a Lutero, presentato tra i migliori teologi viventi insieme con Melantone, Capitone ed Ecolampadio.
Dello stesso anno è il secondo suo scritto, gli Aphorismi institutionis puerorum, in cui egli ribadisce l'importanza degli studi umanistici che permettono di conoscere gli antichi filosofi nei quali, per quanto non cristiani, si trovano preziose verità, come ben seppero, ai loro tempi, Cipriano, Lattanzio e Ilario. L'edizione era corredata da una lettera elogiativa di Wimpheling e dalla presentazione dello stampatore Schott, che garantiva al lettore la serietà dell'autore, « per quanto fosse un frate ». Nella successiva Confutatio sophistices et quaestionum curiosarum, dedicata a Capitone, Brunfels polemizzava con quella teologia che pretendeva di conoscere i misteri divini.
Nella controversia sempre più acuta seguita alle iniziative di Lutero, Brunfels si schierò con quest'ultimo, attirandosi l'ostilità del priore così da meditare di lasciare l'abito, come confidò il 10 giugno 1521 in una lettera a Jakob Spiegel, consigliere imperiale e nipote del Wimpheling, senza sapere che il destinatario era un confidente del nunzio pontificio Girolamo Aleandro. Poco dopo Brunfels abbandonò la certosa di Strasburgo per rifugiarsi nel castello di Franz von Sickingen, a Kreuznach, dove trovò Ulrich von Hutten.
Grazie alle sue raccomandazioni, fu accolto come vice-parroco del villaggio di Steinau, a sostituire Johannes Indagine, allora impegnato nella collegiata di San Leonardo di Francoforte. Di questo astrologo luterano divenne amico, ma l'amicizia sua e dello Hutten non riuscirono a proteggerlo dagli attacchi di alcuni ecclesiastici, scandalizzati dal contenuto delle sue prediche. Nel luglio del 1522 Brunfels fuggì a Neuenburg am Rhein, un villaggio della Foresta Nera ormai divenuto luterano, del quale divenne parroco.

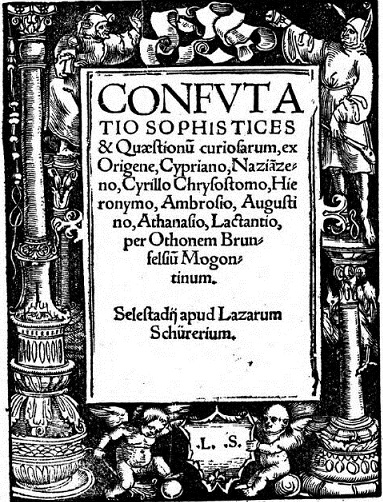
La Confutatio sophistices

A Neuenburg completò, senza pubblicarle, delle Annotaciones filologiche sul Vecchio Testamento, e iniziò una corrispondenza con Zwingli, al quale dedicò il Verbum Dei multo magis expedit audire quam missam, pubblicato nel 1523 insieme ad altri due brevi scritti, Christus in parabolis quare locutus sit e l'Evangeliorum ratio et authoritas. Quest'ultimo in particolare comportò a Brunfels la grave accusa di svalutare il Nuovo Testamento, avendo egli sostenuto che i vangeli potessero anche errare, come dimostrano le loro divergenze, tranne che in relazione alla salvezza, che è l'elemento essenziale del messaggio evangelico. A questo punto anche limitare il canone a quattro soli vangeli era arbitrario.
Tra i critici fu Erasmo, verso il quale Brunfels era entrato in polemica difendendo l'appena scomparso Hutten nel conflitto che questi aveva avuto con l'umanista olandese, accusato di viltà e opportunismo per non essersi schierato apertamente con la Riforma. Alla Spongia adversus aspergines Hutteni Brunfels replicò con la Pro Ulricho Hutteno defuncto ad Erasmi Roter. Spongiam Responsio, una presa di posizione contro l'atteggiamento aristocratico di chi concepiva il cristianesimo una questione riservata ai dotti e ai sacerdoti. Quanto alla repressione dei disordini provocati dalle azioni dei riformatori paventata da Erasmo, Brunfels osservava che anche la predicazione apostolica aveva avuto tali effetti.
Quest'ultimo tema fu sviluppato da Brunfels nel Von dem evangelischen Anstoss. Wie, und in was Gestalt das Wort Gottes uffrür mache (Sullo scandalo del vangelo. Come e in che forma la parola di Dio provochi rivolte), un'edizione recante sul frontespizio due versetti evangelici: « Non sono venuto a portare la pace, ma la spada » e « Sono venuto a portare il fuoco sulla terra: e che cosa voglio, se non che sia acceso? ». All'origine dello scritto è il fermento rivoluzionario che percorreva da decenni tutta la Germania. L'abolizione della proprietà agricola collettiva - le terre da pascolo, le acque, i boschi - divenuta proprietà privata del feudatario, e l'introduzione dei tributi in denaro anziché in natura, aveva immiserito i contadini che erano più volte insorti. Le loro leghe, il « Bundschuh » e il « Der arme Konrad », erano state distrutte nel 1493 e nel 1514, ma la ribellione, sostenuta anche da motivazioni religiose, continuava a covare nelle campagne e nelle città dove molti contadini erano stati costretti a emigrare.
L'Anstoss è una replica ai cattolici, e in particolare al vescovo di Vienna Johann Fabri, che condannavano i contadini, accusati di essere luterani portatori di una « teologia della rivolta », mentre il vangelo è parola di pace. Brunfels obietta che il vangelo, che si rivolge ai poveri e non ai ricchi e ai potenti, è temuto da questi ultimi, che sono in realtà la causa delle sedizioni e i veri violenti, perché perseguitano chi predica la parola di Dio chiamandolo eretico e rivoltoso. D'altra parte, però, non è lecito ricorrere alla violenza in nome del vangelo, contestare le autorità e rifiutare il pagamento delle imposte.
La posizione di Brunfels è simile a quella della nota Esortazione di Lutero, che aveva proibito ai contadini le rivolte contro le autorità civili. Le successive De ratione decimarum propositiones riprendono invece tesi di Carlostadio stampate nel 1522. Le due citazioni di San Girolamo e Sant'Agostino che figurano nel sottotitolo riassumono il contenuto dell'opuscolo di Brunfels: i contadini devono pagare le decime che pure non sono un obbligo, poiché il Nuovo Testamento non ne parla. Esse sono dunque un'elemosina, e una ben strana elemosina, dal momento che viene fatta da poveri lavoratori a ricchi e oziosi ecclesiastici, ma se le decime non fossero pagate si griderebbe alla sedizione. Per il momento è meglio accettare l'ingiustizia: col tempo s'imporrà la parola di Dio.
Le Von dem Pfaffen Zehenden hundert und zwen und fyertzig Schlussreden (Centoquarantadue tesi sulle decime dei preti), è un'ampliata versione in tedesco del De ratione decimarum, nelle quali Brunfels sottolinea di non voler affrontare la questione della legittimità delle decime riservate ai nobili. La prudente precisazione s'inseriva nel momento in cui le rivolte contadine riprendevano e si propagavano in tutta la Germania meridionale mentre Lutero, in una lettera del 15 giugno 1524 a Capitone, ribadiva che le decime dovevano essere pagate ai nobili proprietari in quanto, a suo avviso, erano previste dalla Scrittura.
Nei primi mesi del 1524 Brunfels lasciò Neuenburg, dove il conflitto tra cattolici e luterani si era acuito, per trasferirsi a Strasburgo. Ne ottenne la cittadinanza in aprile e il 10 luglio sposò Dorothea Helg. In quell'anno iniziò a curare la pubblicazione degli scritti di Jan Huss dedicando il primo volume a Lutero.

### Il botanico

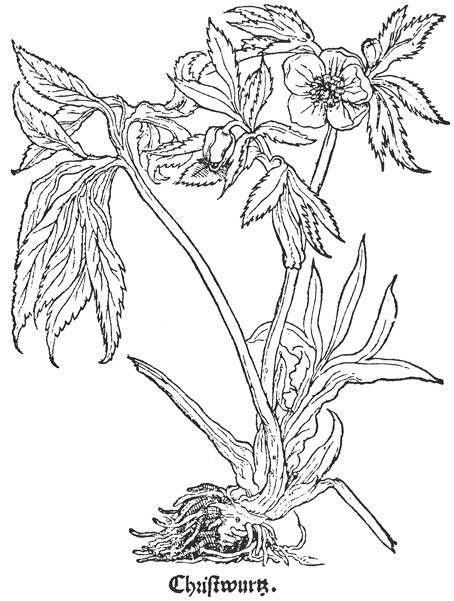
L'Helloborus niger tratto dall'Herbarum vivae eicones

Le sue opere di botanica segnano un vero progresso rispetto a quelle precedenti. Le illustrazioni sono reali e non una servile copia delle opere antiche, come fatto fino ad allora; le piante sono riprese da modelli e con i loro difetti come, per esempio, una foglia in parte mangiata da un insetto. Nel suo Herbarum vivae eicones, che comparve in tre edizioni del 1530, 1532 e 1536, a Strasburgo, illustrate da Hans Weiditz (probabile allievo di Albrecht Dürer), le piante sono rappresentate in modo realistico, anche con i loro difetti. La prima edizione trattava 135 essenze, mentre l'ultima ne conta 260. I testi sono ispirati alle opere di Dioscoride Anazarbeo.
In queste opere le illustrazioni risultano migliori dei testi. Brunfels, che si appoggiava su studi di autori italiani, non comprese la questione della ripartizione geografica delle essenze: continuò infatti a cercare le essenze descritte da Dioscoride nella regione di Strasburgo.
Linneo lo definì "padre della botanica moderna" e gli dedicò un genere botanico delle solanacee, chiamandolo Brunfelsia.

## Opere
- De corrigendis studiis severioribus praeceptiunculae breves, Strasburgo, Johann Schott, 1519
- Aphorismi institutionis puerorum, Strasburgo, Johann Schott, 1519
- Confutatio sophistices et questionum curiosarum, Sélestat, Schürer, 1520
- Annotaciones, sive lectiones aliquot Hebraicae, in diversa loca veteris Instrumenti, Bodl. ms 111
- Verbum Dei multo magis expedit audire quam missam. Christus in parabolis quare locutus sit. Evangeliorum ratio et authoritas, Strasburgo, Johann Schott, 1523
- Pro Ulricho Hutteno defuncto ad Erasmi Roter. Spongiam Responsio, Strasburgo, Johann Schott, 1523
- Von dem evangelischen Anstoss. Wie, und in was Gestalt das Wort Gottes uffrür mache, Strasburgo, Johann Schott, 1523
- De ratione decimarum propositiones, Strasburgo, Johann Schott, 1524
- Von dem Pfaffen Zehenden hundert und zwen und fyertzig Schlussreden, Strasburgo, Johann Schott, 1524
- Ad principes et Christianos omnes ut Rhodiorum atque aliorum qui a Turca devastantur Christianorum afflictionibus succurratur, docta et charitatis plena oratio, 1524